# Albiert Szestierniow
Albiert Aleksiejew Szesterniow (ros. Альберт Алексеевич Шестернёв, ur. 20 czerwca 1941, zm. 5 listopada 1994) – rosyjski piłkarz występujący na pozycji pomocnika lub obrońcy, reprezentant Związku Radzieckiego. Srebrny medalista ME 64, uczestnik MŚ 66 i MŚ 70.
Profesjonalną karierę spędził w CSKA. Grał w barwach moskiewskiego klubu w latach 1959–1972. W 1970 sięgnął po tytuł mistrza ZSRR, w tym samym roku został wybrany piłkarzem roku w ZSRR. W reprezentacji Związku Radzieckiego w latach 1961–1971 rozegrał 90 spotkań, co jest trzecim wynikiem na liście rekordzistów - więcej spotkań rozegrali jedynie Ołeh Błochin i Rinat Dasajew. Wielokrotnie pełnił funkcję kapitana zespołu. W 1964 zagrał w finale Pucharu Europy Narodów (później przemianowanego na mistrzostwa kontynentu). W 1966 i 1970 wystąpił w finałach mistrzostw świata, rozgrywając łącznie 9 spotkań. W 1966 Związek Radziecki zajął czwarte miejsce. W 1962 znajdował się w kadrze na mistrzostwa świata.
Został pochowany na Cmentarzu Kuncewskim w Moskwie.